# Tusculum

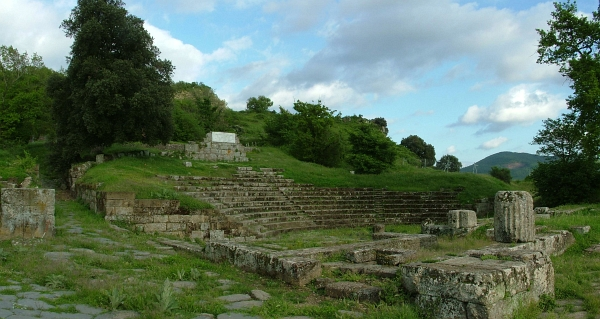
Amfiteatr w Tusculum

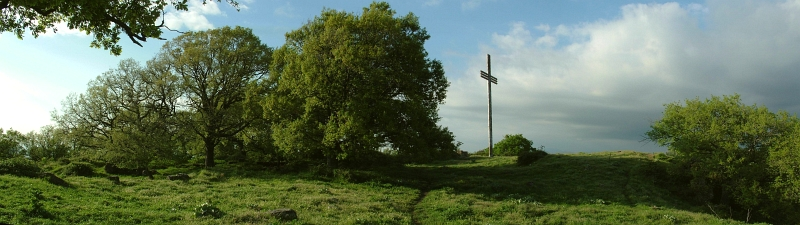
Krzyż na szczycie wzgórza w Tusculum

Tusculum – dawna miejscowość w środkowych Włoszech, w rejonie Lacjum, położona 5 kilometrów od Rzymu.
Założone w starożytności przez Latynów, zostało podbite przez Rzymian. W czasach starożytnych miasto stało się modne jako ośrodek wypoczynkowy. Z Tusculum wywodziły się takie rody rzymskie jak Mamiliusze, Fulwiusze, Fontejusze, Juwencjusze, Oppiusze, Manliusze, Furiusze i Porcjusze Kato (Kato Starszy). Bywał tam między innymi Cyceron, który właśnie tam napisał swoje dzieło Rozmowy tuskulańskie. 17 kwietnia 1191 miasto zostało zburzone.
W 1806 rozpoczęły się pierwsze wykopaliska na szczycie wzgórza Tuscolo zainicjowane przez Lucjana Bonaparte. W 1825 archeolog, markiz Luigi Biondi (1776–1839), zaangażowany przez królową Marią Krystynę Sycylijską, żonę króla Karola Feliksa Sardyńskiego, odkrył Tusculum. Podczas wykopalisk znaleziono ruiny amfiteatru, forum oraz wille patrycjuszowskie. W latach 1839–1840 architekt i archeolog Luigi Canina (1795–1856), zaangażowany również przez królową, odkrył teatr. Odkryte starożytne dzieła sztuki odesłano do królewskiej rezydencji w Agliè w Piemoncie.

## Urodzeni w Tusculum
- Kato Starszy – polityk i pisarz
- Benedykt VIII – papież
- Benedykt IX – papież
- Jan XIX – papież